# Quart de les Valls
Quart de les Valls település Spanyolországban, Valencia tartományban. Quart de les Valls Almenara, Benifairó de les Valls, Faura, Quartell és Sagunt községekkel határos. Lakosainak száma 1040 fő (2024).

## Népesség
A település népessége az utóbbi években az alábbiak szerint változott:
| Lakosok száma | 1047 | 1087 | 1100 | 1083 | 1076 | 1083 | 1042 | 988  | 1049 | 1040 |
|               | 2001 | 2004 | 2007 | 2009 | 2012 | 2014 | 2017 | 2019 | 2022 | 2024 |